# Das Schweigen der Lämmer (Film)
Das Schweigen der Lämmer ist ein US-amerikanischer Spielfilm unter Regie von  Jonathan Demme aus dem Jahr 1991. Der Thriller erzählt davon, wie die FBI-Agentenanwärterin Clarice Starling (Jodie Foster) den Serienmörder „Buffalo Bill“ (Ted Levine) zur Strecke bringt. Dies gelingt jedoch nur mit der Hilfe eines anderen inhaftierten Serienmörders, des kannibalistisch veranlagten Psychiaters Hannibal Lecter (Anthony Hopkins).
Das Drehbuch von Ted Tally hält sich eng an die Vorlage des gleichnamigen zweiten Romans der Hannibal Lecter-Tetralogie von Thomas Harris aus dem Jahr 1988. Das Schweigen der Lämmer war 1992 der dritte und bis heute letzte Film, der in den fünf wichtigsten Kategorien den Oscar gewann.
Nach Blutmond aus dem Jahr 1986 ist der Film die zweite Verfilmung der Romanreihe um den psychopathischen Serienmörder Hannibal Lecter. 2001 erschien die Fortsetzung Hannibal, ein Jahr später das Prequel Roter Drache, eine Neuverfilmung des ersten Teils der Romanreihe, ebenfalls mit Anthony Hopkins. 2007 folgte Hannibal Rising – Wie alles begann.

## Handlung
Die junge FBI-Anwärterin Clarice Starling befindet sich noch in der Ausbildung, als sie an einem besonders schwierigen Fall mitarbeiten darf. Das FBI ist auf der Jagd nach einem Serienmörder, der von der Mordkommission in Kansas City „Buffalo Bill“ getauft worden ist. Dieser hat bereits mehrere junge Frauen ermordet und post mortem Teile ihrer Haut entfernt. Da die Ermittler unter der Leitung von Jack Crawford keinen Schritt weiterkommen, entschließen sie sich zu einer ungewöhnlichen Taktik. Ausgerechnet der inhaftierte Serienmörder Hannibal Lecter, der mit Vorliebe die Innereien seiner Opfer verspeiste, soll ihnen bei der Aufklärung des aktuellen Falls helfen. Der Psychopath ist zwar einerseits hochgefährlich, hat aber als erfahrener Psychiater einen entscheidenden Vorteil gegenüber der Polizei: Er kann sich in die Gedanken des Täters hineinversetzen und seine nächsten Schritte erahnen.
Clarice besucht Lecter in der von Dr. Frederick Chilton geleiteten Anstalt, dem Baltimore Forensic State Hospital. Dort wird Lecter in einer fensterlosen Zelle unter höchsten Sicherheitsvorkehrungen gefangen gehalten.
Der kannibalistische Mörder zeigt sich nach einigem Zögern kooperativ, stellt aber eine Bedingung: Quid pro quo. Für jede Information, die er Clarice gibt, will er von ihr ein Erlebnis aus ihrem Privatleben erfahren. Im Verlauf der in größeren Abständen mit Lecter geführten Gespräche wird deutlich, dass Clarice unter einem psychischen Trauma leidet. Als Kind hat sie früh ihre Mutter und später auch ihren Vater verloren, der als Polizist bei einem Einsatz ums Leben kam. Danach lebte sie kurze Zeit auf dem Hof ihres Onkels. Als sie eines Morgens aufwachte, bemerkte sie entsetzt, wie die Lämmer für das Schlachten vorbereitet wurden und hilflos schrien; sie versuchte, wenigstens eines zu retten, indem sie mit ihm von dem Hof flüchtete. Dies überstieg jedoch die Kräfte des Kindes und misslang. Wenn Clarice schlafen geht, hört sie manchmal die Lämmer immer noch schreien. Lecter erkennt ihre Zwangslage und provoziert sie damit. Er unterstellt ihr, dass sie davon träume, mit der Verhaftung von „Buffalo Bill“ ihr Trauma zu überwinden, und dass dann die Lämmer schweigen werden. Im Verlauf der Gespräche zeigt sich, dass Lecter so etwas wie Sympathie für die aus kleinen Verhältnissen kommende, ehrgeizige und willensstarke FBI-Agentenanwärterin empfindet.
Zwischen den beiden Protagonisten entwickelt sich ein psychologisches Duell auf hohem Niveau. Als Clarice bei der Obduktion eines Mordopfers einen seltenen, verpuppten Schmetterling (Acherontia) entdeckt, der dort offensichtlich vom Täter platziert worden ist, weist Lecter sie darauf hin, dass der Täter die eigene Identität hasse, sich nach der Verwandlung in etwas Schönes sehne und wahrscheinlich eine Frau werden möchte.
Nachdem die Tochter einer Senatorin entführt worden ist, behauptet Lecter, den Täter zu kennen. Er verlangt für dessen Nennung bessere Haftbedingungen und eine Verlegung aus dem Forensic State Hospital. Die Senatorin lässt ihn nach Memphis bringen und bietet ihm eine Verbesserung der Haftbedingungen an, wenn er bei der Ergreifung des Täters helfe. Lecter wird im Gerichtsgebäude Tennessee Courthouse unter strengsten Sicherheitsvorkehrungen gefangen gehalten. Dennoch gelingt ihm die Flucht, die zwei Polizisten, die Mitarbeiter eines Rettungswagens und ein Tourist mit dem Leben bezahlen müssen. Lecter verschwindet unerkannt.
Clarice versucht, mit Hilfe der Erinnerung an die Gespräche mit Lecter und einiger seiner Notizen den Fall zu lösen. Lecter hatte ihr mitgeteilt, dass die Lösung in den Unterlagen enthalten sei und dass der Mörder begehre. Sie schließt daraufhin, dass der Mörder ursprünglich damit begonnen hat, etwas zu begehren, das er täglich gesehen hat, und fährt nach Belvedere, Ohio, dem Wohnort seines ersten Mordopfers. Sie erkennt das Mordmotiv: Der Mörder entführt korpulente Frauen, lässt sie eine Zeit lang hungern, ermordet sie und zieht ihnen die Haut ab. Aus dieser Haut näht er sich ein Kleid, welches er tragen kann, da er sich danach sehnt, eine Frau zu sein. Clarice trifft bei ihren weiteren Ermittlungen auf einen Mann namens Jack Gordon aus dem Bekanntenkreis des ersten Mordopfers. Dieser introvertierte Schmetterlingsfreund heißt mit wirklichem Namen Jame Gumb und entpuppt sich schließlich als der Mörder „Buffalo Bill“. In dessen Haus, in dem er sich nach einem absichtlich verursachten Stromausfall mit einem Nachtsichtgerät orientiert, das er bereits bei der Entführung der Tochter der Senatorin benutzte, kommt es zum Showdown. Clarice erschießt ihn in Notwehr und befreit die Tochter der Senatorin, die in Gumbs Keller gefangen gehalten wird.
Später macht Clarice an der FBI-Akademie in Quantico ihren Abschluss und erhält während der Abschlussfeier einen überraschenden Anruf: Lecter meldet sich vom Flughafen der Karibikinsel Bimini, wo gerade sein ehemaliger Gefängnisdirektor Dr. Chilton eingetroffen ist. Er fragt Clarice, ob die Lämmer nun schweigen, und während er den nervös wirkenden und sich nach den Sicherheitsvorkehrungen erkundigenden Dr. Chilton aus der Ferne beobachtet, verabschiedet er sich von Clarice mit der Bemerkung, er habe noch ein Essen mit einem alten Freund. Im Original wird dabei die zweideutige Formulierung „I am having an old friend for dinner“ verwendet („Ich habe einen alten Freund zum Abendessen eingeladen“ oder auch „Ich verspeise einen alten Freund zum Abendessen“).

## Das Schlüsselmotiv des Totenkopfschwärmers
Das literarische Motiv des Totenkopfschwärmers existiert bereits im Roman von Thomas Harris. Auf dem am häufigsten eingesetzten Filmplakat sieht man über dem Mund von Jodie Foster diesen Falter mit seiner scheinbar typischen Totenkopfzeichnung auf dem Rücken. Erst bei genauer Betrachtung ist zu erkennen, dass die Abbildung des Totenkopfs aus sieben Frauenkörpern zusammengesetzt ist. Diese Abbildung ist ein Zitat der Fotografie In Voluptas Mors von Philippe Halsman und Salvador Dalí. Bei zahlreichen Buchausgaben, Hörbüchern, VHS-Kassetten und DVDs des Films wurde dieses Motiv übernommen.
Die Puppen und Imagos des Totenkopfschwärmers (bzw. Abbildungen davon) erscheinen auch immer wieder im Film. Sie verweisen einerseits auf den Mörder Jame Gumb und seinen Wunsch nach Metamorphose, aber auch auf die Transformationen, die Hannibal Lecter (zum freien Mann) und Clarice Starling (zur ausgebildeten FBI-Agentin) im Laufe des Films durchmachen.

## Entstehung und Veröffentlichung
| Figur                             | Darsteller       | Deutscher Sprecher      |
| --------------------------------- | ---------------- | ----------------------- |
| FBI Rookie-Agent Clarice Starling | Jodie Foster     | Hansi Jochmann          |
| Dr. Hannibal Lecter               | Anthony Hopkins  | Rolf Schult             |
| Jame Gumb/Buffalo Bill            | Ted Levine       | Udo Schenk              |
| Catherine Martin                  | Brooke Smith     | Evelyn Maron            |
| Jack Crawford                     | Scott Glenn      | Peter Matić             |
| Ardelia Mapp                      | Kasi Lemmons     | Katja Nottke            |
| Senatorin Ruth Martin             | Diane Baker      | Eva Katharina Schultz   |
| Barney Matthews                   | Frankie Faison   | Gerd Blahuschek         |
| Burke                             | Roger Corman     | Manfred Wagner          |
| Dr. Frederick Chilton             | Anthony Heald    | Jürgen Thormann         |
| Lamar                             | Tracey Walter    | Jürgen Heinrich         |
| Lt. Boyle                         | Charles Napier   | Klaus Sonnenschein      |
| Miggs                             | Stuart Rudin     | Andreas Mannkopff       |
| Mr. Bimmel                        | Harry Northup    | Jürgen Kluckert         |
| Mr. Lang                          | Leib Lensky      | Friedrich W. Bauschulte |
| Offizier Jacobs                   | Cynthia Ettinger | Ulrike Möckel           |
| Offizier Murray                   | Brent Hinkley    | Hans Nitschke           |
| Pilcher                           | Paul Lazar       | Michael Pan             |
| Roden                             | Dan Butler       | Lutz Mackensy           |
| Sgt. Pembry                       | Alex Coleman     | Wolfgang Condrus        |
| Sgt. Tate                         | Danny Darst      | Peter Neusser           |
| Sheriff Perkins                   | Pat McNamara     | Lothar Blumhagen        |

Der Sänger Chris Isaak wurde ohne viel vorherige Schauspielerfahrung als Leiter des SWAT-Teams besetzt und erfuhr erst während des Drehs, dass all seine „Kollegen“ tatsächlich echte Polizisten der Spezialeinheit waren. Als aufdringliche Neugierige den Dreh zu stören drohten, ging er in Polizeiuniform aus dem Haus und verscheuchte sie mit seiner Schrotflinten-Attrappe.
Die Synchronisation entstand bei der Rondo Film Werner Peters GmbH in Berlin, die Dialogregie übernahm Horst Balzer, welcher auch das deutsche Dialogbuch verfasste.
Mit einem Budget von rund 19 Millionen US-Dollar konnte der Film weltweit rund 273 Millionen US-Dollar einspielen, davon allein 131 Millionen im nordamerikanischen Raum.

## Filmmusik
(in zeitlicher Abfolge)
- Vor- und Abspann: Komponist Howard Shore[11] mit den Münchner Symphonikern unter Leitung von Kurt Graunke
- Tom Petty: American Girl (1976), Interpret: Tom Petty and the Heartbreakers
- Colin Newman und Graham Lewis: Alone (1980), Interpreten: Colin Newman und Graham Lewis
- Sunny Day, Theodore Ottaviano (1991), Interpret: Book of Love
- Bruce Licher, Mark Erskine und Jeff Long: Real Men (1981), Interpret: Savage Republic
- Johann Sebastian Bach: Eine Goldberg-Variation (1741), Interpret: Jerry Zimmerman
- William Garvey: Goodbye Horses (1988), Interpret: Q Lazzarus (in der Videofassung etwa 1:29 bis 1:32; Szene: Buffalo Bill am Brunnenschaft)
- Mark E. Smith, Marc Riley, Steve Hanley: Hip Priest (1981), Interpret: The Fall
- Les Freres Parent: Lanmò Nan Zile A[12]

## Rezeption

### Kritiken
Das Schweigen der Lämmer gilt als Meisterwerk, was sich auch in den Auswertungen US-amerikanischer Aggregatoren widerspiegelt. So erfasst Rotten Tomatoes fast ausschließlich wohlwollende Besprechungen und ordnet den Film damit als „Verbrieft Frisch“ ein. Metacritic ermittelt aus den vorliegenden Bewertungen „Einhelliges Lob“.
Im Lexikon des internationalen Films wurde der Film als perfekt inszenierte, fesselnde Geschichte beschrieben, die vor allem durch die Atmosphäre der Angst bestimmt sei. Der Mittelpunkt des Films sei Clarice Starling, die als mutige junge Frau einer „extremistischen Männerwelt“ gegenübergestellt sei.
James Berardinelli schrieb in seiner im Jahr 2000 auf ReelViews veröffentlichten Kritik, der Film wäre „brillant konstruiert“ und „kraftvoll gespielt“, er sei aber nicht der beste Thriller des Jahres, das sei Schatten der Vergangenheit. Er lobte die schauspielerische Leistung von Jodie Foster und hob besonders die „unvergleichliche“ Darstellung von Anthony Hopkins hervor.
Auf critic.de wurde darauf hingewiesen, dass der Film und insbesondere die faszinierende Figur des Hannibal Lecter dem Genre des Serial-Killer-Films ein Massenpublikum einbrachte. Als ein perfekter, düsterer Thriller, der den besten Werken Hitchcocks ebenbürtig sei, wurde der Film auch bei Prisma beschrieben.
Allerdings gab es auch direkt nach Erscheinen des Films viele negative Kritiken. Vor allem in den USA waren einige Kritiker der Meinung, dass durch die Darstellung von Buffalo Bill die LGBT-Gemeinschaft negativ mit Abweichung, Psychopathie und Gewalt assoziiert sei, obwohl Bills sexuelle Orientierung im Film nie explizit genannt wird und Lecter ausdrücklich erklärt, dass Bill „nicht wirklich transsexuell“ sei. Regisseur Jonathan Demme antwortete, dass Buffalo Bill „keine schwule Figur war. Er war ein gequälter Mann, der sich selbst hasste und sich wünschte, eine Frau zu sein, weil er dann so weit von sich selbst entfernt gewesen wäre, wie er es nur sein konnte“. Dieser Diskurs führte bei Demme zu der Erkenntnis, „dass es einen enormen Mangel an positiven schwulen Figuren in Filmen gibt“. Sein nächstes Werk wurde Philadelphia, einer der ersten großen Hollywoodfilme, die sich kritisch mit dem gesellschaftlichen Umgang mit AIDS-Erkrankten und Homosexuellen in den USA auseinandersetzte.

### Auszeichnungen
Der Film gewann bei der Oscarverleihung 1992 fünf Oscars:
- Bester Film
- Bester Hauptdarsteller – Anthony Hopkins
- Beste Hauptdarstellerin – Jodie Foster
- Beste Regie – Jonathan Demme
- Bestes adaptiertes Drehbuch – Ted Tally

Oscar-Nominierungen:
- Bester Schnitt
- Bester Ton

Damit ist Das Schweigen der Lämmer nach Es geschah in einer Nacht und Einer flog über das Kuckucksnest erst der dritte Film mit Oscar-Auszeichnungen in den fünf wichtigsten Kategorien – den  „Big Five“.
Jodie Foster gewann neben dem Oscar auch den Golden Globe Award 1992 als beste Hauptdarstellerin. Der Film wurde auch nominiert als bestes Drama, beste Regie, bestes Drehbuch, bester Hauptdarsteller (Anthony Hopkins). Der Film nahm im Wettbewerb der Berlinale 1991 teil, und Jonathan Demme erhielt einen Silbernen Bären als bester Regisseur. Neben BAFTA Awards in zwei Kategorien und Saturn Awards in vier Kategorien konnte der Film außerdem noch zahlreiche andere Filmpreise gewinnen.
Am 28. Dezember 2011 wurde der Film ins National Film Registry aufgenommen. Das American Film Institute führte den Film im Jahr 1998 auf Platz 65 und im Jahr 2007 auf Platz 74 der 100 besten amerikanischen Filme. Insgesamt listet They Shoot Pictures, Don’t They? Das Schweigen der Lämmer unter den angesehensten Werken der Filmgeschichte.
Auch das Publikum war begeistert. So vergaben US-Kinobesucher einen CinemaScore von A– entsprechend der deutschen Schulnote 1–. Außerdem setzen die Nutzer der Filmdatenbank IMDb Das Schweigen der Lämmer seit 1997 durchgehend unter die Top 30 ihrer 250 beliebtesten Filme.

## Nachwirkung
Die soziokulturelle Vielschichtigkeit des Films äußert sich unter anderem in der Vielzahl an Sekundärliteratur, die im Lauf der Jahre entstand, und wurde besonders anschaulich in den Texten von Werner Faulstich und Klaus Theweleit herausgearbeitet. Aber auch in der Populärkultur hat der Film seine Spuren hinterlassen, wie die folgenden Beispiele untermalen:
Die Filmkomödie Das Schweigen der Hammel von 1994 parodiert die Handlung von Das Schweigen der Lämmer. Auch die Krimikomödie Loaded Weapon 1 von 1993 enthält zahlreiche Anspielungen auf den verballhornten Thriller.
Im Videoclip zu Independent Love Song, einer Coverversion des Stücks von Scarlet der deutschen Punk-Rock-Band The Bates, werden einige Szenen aus Das Schweigen der Lämmer zitiert.
In der schwarzen Komödie Cable Guy – Die Nervensäge von 1996 parodiert der Darsteller Jim Carrey den Serienmörder Jame Gumb alias „Buffalo Bill“, indem er sich die Haut eines Brathähnchens auf das Gesicht legt.